# Klarinowo
Klarinowo (ros. Кляриново) – wieś (ros. деревня, trb. dieriewnia) w zachodniej Rosji, w osiedlu wiejskim Ponizowskoje rejonu rudniańskiego w obwodzie smoleńskim.

## Geografia
Miejscowość położona jest w dorzeczu Rutawiecza, 4,5 km od granicy z Białorusią, przy drodze regionalnej 66N-1623 (66K-30 – Klarinowo), 1 km od drogi regionalnej 66K-30 (Diemidow – Ponizowje – Zaozierje), 13,5 km od centrum administracyjnego osiedla wiejskiego (sieło Ponizowje), 23,5 km od centrum administracyjnego rejonu (Rudnia), 74,5 km od Smoleńska.
W granicach miejscowości znajdują się ulice: Bieriozowaja, Centralnaja, Ługowaja, Klenowaja, Mołodiożnaja, Piesocznaja, Sadowaja.

## Historia
W czasie II wojny światowej od lipca 1941 roku wieś była okupowana przez hitlerowców. Wyzwolenie nastąpiło w październiku 1943 roku.
Uchwałą z dnia 20 grudnia 2018 roku w skład jednostki administracyjnej Ponizowskoje weszły wszystkie miejscowości zlikwidowanego osiedla wiejskiego Klarinowskoje (w tym Klarinowo – stolica tegoż).

## Demografia
W 2010 r. miejscowość zamieszkiwało 217 osób.